# Dragon Ball: Curse of the Blood Rubies
Dragon Ball: De legende van Shenlong (Dragon Ball: Shenron no Densetsu), origineel bekend in Japan als simpelweg Dragon Ball is de eerste animatiefilm dat gebaseerd is op de manga Dragon Ball van Akira Toriyama. De film is uitgebracht in Japan op 20 december 1986.

## Verhaal
In het land van de eens goede koning Gourmeth zijn slechte tijden aangebroken. De boeren moeten hulpeloos toezien hoe troepen van de koning hun huizen en land verwoesten op zoek naar begraven rijkdommen. Een boerenmeisje genaamd Penny schiet met een katapult op de soldaten. Wanneer ze haar aan willen vallen slaat haar vader, een grote gespierde man, hen weg. De leider van de troepen, een nog grotere en sterkere man genaamd Bongo, komt erbij en hij vertelt de boer dat ze naar Blood Rubies zoeken. Vervolgens slaat hij de opstandige boer in elkaar en de rust is teruggekeerd. Iedereen vraagt zich af waarom de koning opeens zo wreed geworden is.
In het nabijgelegen kasteel klaagt de koning hoe niets zijn honger meer kan bevredigen sinds hij de Blood Rubies vond. Hij eet maar door en is een walgelijk monster geworden. Een vrouw genaamd Pasta en Bongo komen binnen. Ze weten de locatie van een nieuwe Dragon Ball, nu heeft de koning er vier. Maar er schijnen meer mensen op zoek te zijn naar de Dragon Balls. Gourmeth wil de Dragon Balls gebruiken om zijn honger weg te wensen. Als het ze lukt mag Pasta alle Blood Rubies hebben die ze pakken kan en Bongo een nieuwe bazooka.
Ver weg van het koninkrijk is er een vredige plaats waar een jongen genaamd Son Goku zich klaar maakt om vis te gaan vangen. Hij zegt nog even zijn opa gedag, waarvan hij gelooft dat die in de Four Star Dragon Ball zit die hij bezit. Hij ontmoet een tienermeisje genaamd Bulma. Gedurende hun reis ontmoet Goku Oolon, Yamcha, Puerh en Muten Roshi tijdens zijn eerste zocht naar de Dragon Balls.

## Rolverdeling
| Acteur             | Personage          | Engels (1989)      | Engels (1995)                            | Engels (2010)        |
| ------------------ | ------------------ | ------------------ | ---------------------------------------- | -------------------- |
| Son Goku           | Masako Nozawa      | Barbara Goodson    | Saffron Henderson                        | Colleen Clinkenbeard |
| Bulma              | Hiromi Tsuru       | Wendee Lee         | Maggie Blue O'Hara en Lalainia Lindbjerg | Monica Rial          |
| Yamcha             | Tōru Furuya        | Kerrigan Mahan     | Ted Cole                                 | Christopher R. Sabat |
| Oolon              | Naoki Tatsuta      | Dave Mallow        | Alec Willows                             | Bryan Massey         |
| Puerh              | Naoko Watanabe     | Cheryl Chase       | Kathy Morse                              | Brina Palencia       |
| Muten Roshi        | Kōhei Miyauchi     | Gregory Snegoff    | Michael Donovan                          | Mike McFarland       |
| Shenlong           | Kenji Utsumi       | Steve Kramer       | Doug Parker                              | Christopher R. Sabat |
| Pasta              | Mami Koyama        | Edie Mirman        | Teryl Rothery                            | Kate Oxley           |
| Penny              | Tomiko Suzuki      | Rebecca Forstadt   | Andrea Libman                            | Cherami Leigh        |
| Penny's vader      | Shōzō Iizuka       | Steve Kramer       | Michael Donovan                          | Brian Mathis         |
| Penny's moeder     | Reiko Suzuki       | ?                  | Kathy Morse                              | Dana Schultes        |
| Schildpad          | Daisuke Gōri       | Dan Woren          | Doug Parker                              | Christopher R. Sabat |
| Soldaten           | Kōji Totani        | Barry Stigler      | Doug Parker                              | Zach Bolton          |
| Burgemeester Bongo | Gorō Naya          | Michael McConnohie | Robert O. Smith                          | Jonathan Brooks      |
| Koning Gourmeth    | Shūichirō Moriyama | Mike Reynolds      | Gary Chalk                               | Jeremy Inman         |
| Verteller          | Jōji Yanami        | Michael McConnohie | Jim Conrad                               | John Swasey          |